# Bhādāsar
Bhādāsar är en ort i Indien.   Den ligger i distriktet Chūru och delstaten Rajasthan, i den nordvästra delen av landet, 290 km väster om huvudstaden New Delhi. Bhādāsar ligger 244 meter över havet och antalet invånare är 33 006.
Terrängen runt Bhādāsar är platt. Runt Bhādāsar är det ganska tätbefolkat, med 62 invånare per kvadratkilometer. Det finns inga andra samhällen i närheten. Omgivningarna runt Bhādāsar är i huvudsak ett öppet busklandskap.